# Metanejra
Metanejra (gr. Μετάνειρα) – postać w mitologii greckiej. Była żoną Keleosa, króla Eleusis oraz matką Triptolemosa. Podejmowała gościnnie boginię Demeter, gdy ta poszukiwała córki. Niekiedy Metanejra uważana była za żonę attyckiego herosa Hippotoona, syna Posejdona i Alope.